# Aus dem Nichts
Aus dem Nichts is een Duitse film uit 2017, geregisseerd door Fatih Akin. De film ging op 26 mei in première op het filmfestival van Cannes in de competitie voor de Gouden Palm en won de Golden Globe 2018 voor beste buitenlandse film. Aus dem Nichts is geïnspireerd op de NSU-moorden.

## Verhaal
Na een bomaanslag waarbij Katja's man en zoon omkomen, belandt Katja in een rechtszaak tegen twee neonazi's. Ondanks zeer sterke aanwijzingen worden de twee vrijgesproken. Katja zoekt gerechtigheid en zint op wraak.
Na een zoektocht in Griekenland vindt ze de twee verdachten terug en blaast ze zichzelf en haar twee aartsvijanden op.

## Rolverdeling
| Acteur           | Personage                         |
| ---------------- | --------------------------------- |
| Diane Kruger     | Katja Sekerci                     |
| Numan Acar       | Nuri Sekerci, de man van Katja    |
| Ulrich Tukur     | Jürgen Möller, de vader van André |
| Johannes Krisch  | Haberbeck                         |
| Denis Moschitto  | Danilo Fava, de advocaat          |
| Ulrich Brandhoff | André Möller                      |
| Hanna Hilsdorf   | Edda, de vrouw van André          |
| Karin Neuhäuser  | Annemarie                         |
| Uwe Rohde        | Michi                             |

## Productie
De filmopnamen gingen van start in Hamburg op 20 oktober 2016 en duurden tot 21 november 2016. Er werd onder andere gefilmd in Hamburg-St. Pauli en het Hamburger Polizeipräsidium.
De film werd geselecteerd als Duitse inzending voor de beste niet-Engelstalige film voor de 90ste Oscaruitreiking. De film haalde de shortlist maar werd niet genomineerd.

## Prijzen
De belangrijkste:
| Jaar | Prijs               | Categorie                    | Genomineerde(n)              | Uitslag                                              |                                                      |          |
| ---- | ------------------- | ---------------------------- | ---------------------------- | ---------------------------------------------------- | ---------------------------------------------------- | -------- |
| 2018 | Satellite Awards    | Beste niet-Engelstalige film | Beste niet-Engelstalige film | Gewonnen                                             |                                                      |          |
| 2018 | Satellite Awards    | Beste actrice                | Diane Kruger                 | Gewonnen                                             |                                                      |          |
| 2018 | Golden Globe Awards | Beste buitenlandse film      | Beste buitenlandse film      | Gewonnen                                             |                                                      |          |
| 2018 | Golden Globe Awards | 2018                         | Filmfestival van Cannes      | Prix d'interprétation féminine du Festival de Cannes | Prix d'interprétation féminine du Festival de Cannes | Gewonnen |